# Hyperview
Hyperview es el tercer –y hasta la fecha último– álbum de la banda de rock norteamericana Title Fight, publicado en febrero del 2015.

## Historia y producción
En 2012, Title Fight lanzó su segundo álbum, Floral Green, seguido del EP de 2013, Spring Songs. El 24 de julio de 2014 se anunció que Title Fight había firmado con ANTI-. La banda dijo que su "capacidad para elegir nuestro propio camino sin importar el status quos actual o pasado es una característica definitoria" de la banda. Con la firma de ANTI-, dijeron que "estas cualidades se fortalecerán y apoyarán".
Los trabajos anteriores de Title Fight se compararon con Gorilla Biscuits y Lifetime. Para Hyperview, la banda se acercó a él con un sonido similar a Shudder to Think o Slowdive. El sonido del álbum ha sido descrito como dream pop, indie rock, post-punk, y shoegaze. El bajista Ned Russin citó como influencia a Dinosaur Jr. y Beach Boys. De acuerdo para la banda, el título "es un estado de visión aumentada, de conciencia aguda. Uno en el que la previsión es incluso más aguda que la retrospectiva... "Chlorine" fue la culminación de todos los atributos, pero no se limitó ninguno en particular".
El álbum fue producido por Will Yip, en "Studio 4 Recording", y masterizado por Emily Lazar y Richard Morales en "The Lodge", en Nueva York.

## Lanzamiento
El 1 de diciembre, se anunció el lanzamiento de Hyperview, además de revelarse el diseño y listado de canciones. Esto se conoció mientras la banda estaba de gira con Circa Survive y Pianos Become the Teeth. El mismo día, se lanzó un vídeo musical para "Chlorine" a través de The FADER, dirigido por Jonny Look. "Chlorine" fue lanzado como sencillo un día después. El 12 de enero de 2015 se lanzó el vídeo musical de "Rose of Sharon", dirigido por Hannah Roman. El vídeo muestra a un joven viendo películas en su televisor, intercaladas con imágenes de la banda. Al día siguiente, la canción fue lanzada como sencillo.
"Your Pain Is Mine Now" estuvo disponible para transmisión a través de Vogue el 19 de enero. El 27 de enero, el álbum estuvo disponible en streaming. Hyperview fue lanzado el 3 de febrero a través de ANTI-.

### Gira
La banda realizó un show de lanzamiento en "Gallery of Sound", en Wilkes-Barre, Pensilvania. A mediados de marzo, Title Fight realizó una gira por los Estados Unidos con el apoyo de Merchandise y Power Trip, seguido de un tour con La Dispute y The Hotelier.
En mayo, se embarcaron a Europa, con el apoyo de Milk Teeth, Cold World y Drug Church. En septiembre, Title Fight visitó Latinoamérica, pasando por Costa Rica, Panamá, Colombia, Perú, Chile, Argentina, y Brasil; culminando con presentaciones por Estados Unidos en octubre y noviembre.

## Recepción

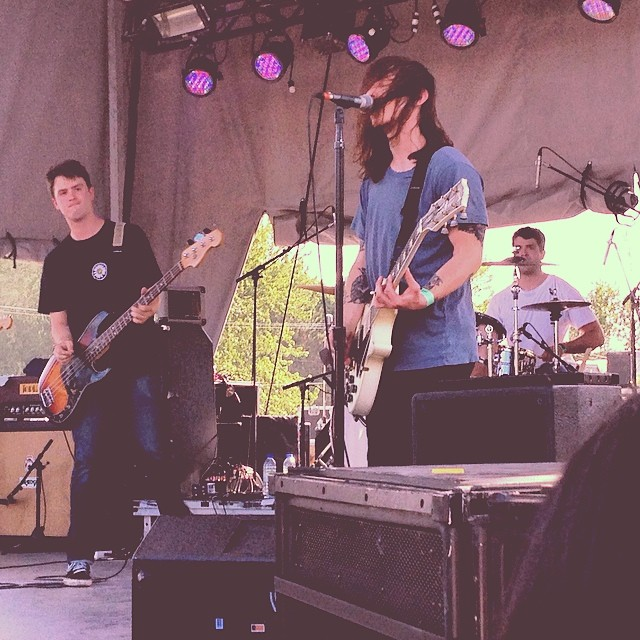
Title Fight (Jamie Rhoden, Ned Russin) en vivo en "Amnesia Rockfest" (Montebello, Quebec, Canadá), junio de 2014.

A diferencia de sus álbumes anteriores, el tercer trabajo de Title Fight no fue tan bien recibido por la crítica. Algunos citan que se debió a la evolución de su sonido de un ruido basado en el hardcore punk, a un sonido más distorsionado e influenciado por shoegaze. Sin embargo, Hyperview recibió críticas generalmente positivas de críticos profesionales. Metacritic le dio al álbum 71/100, indicando "críticas generalmente favorables".
En una revisión positiva para Exclaim!, Branan Ranjanathan escribió que "la pared de sonido muy distorsionada y difusa de álbumes anteriores ha sido reemplazada por el tintineo de la guitarra principal aquí, pero si bien eso puede parecer desagradable para los fanáticos que están acostumbrados al implacable golpe punk de sus materiales anteriores, su esencia y composición es sólida, y lo suficientemente familiar que los viejos fans aprenderán a amar". Zoe Camp de Pitchfork también le dio al álbum una crítica positiva, alabando la composición de la banda.
El álbum fue incluido en las listas de Grantland "10 grandes álbumes de 2015 (hasta ahora) que quizás te hayas perdido" y "Pop-Punk es el nuevo indie rock (o quizás el viejo rock alternativo)". "Chlorine" se incluyó en la lista "Canciones de la semana" de Grantland.

## Listado de canciones
1. "Murder Your Memory" – 2:36
2. "Chlorine" – 3:08
3. "Hypernight" – 2:56
4. "Mrahc" – 2:11
5. "Your Pain Is Mine Now" – 4:03
6. "Rose of Sharon" – 2:50
7. "Trace Me Onto You" – 4:02
8. "Liar's Love" – 3:26
9. "Dizzy" – 4:21
10. "New Vision" – 2:14

## Créditos
| Banda - Jamie Rhoden – guitarras, voces, coros - Ned Russin – bajo, teremín, voces, coros - Shane Moran – guitarras, sintetizador, layout - Ben Russin – batería, percusión | Producción - Will Yip – compositor, producción, ingeniero de sonido, mezcla - Emily Lazar – masterización - Rich Morales – asistente de masterización - Vince Ratti – mezcla - Brianna Collins – layout - Jay Preston – asistente en estudio - Susy Cerejo – fotografía - Todd Pollock – fotografía - John Garrett Slaby – fotografía (portada) |

## Posición en listas
| Chart (2015)                      | Peak |
| --------------------------------- | ---- |
| Australian Albums Chart           | 50   |
| U.S. Billboard 200                | 78   |
| U.S. Billboard Alternative Albums | 6    |
| U.S. Billboard Independent Albums | 4    |
| U.S. Billboard Top Rock Albums    | 10   |
| U.S. Billboard Tastemaker Albums  | 5    |
| U.S. Billboard Top Album Sales    | 41   |
| U.S. Billboard Vinyl Albums       | 2    |